# Suwug
Suwug is een bestuurslaag in het regentschap Buleleng van de provincie Bali, Indonesië. Suwug telt 4288 inwoners (volkstelling 2010).